# Julia Dujmovits
Julia Dujmovits (ur. 12 czerwca 1987 w Güssing) – austriacka snowboardzistka, specjalizująca się w slalomie i gigancie równoległym, mistrzyni olimpijska. Pochodzi ze społeczności burgenlandzkich Chorwatów.

## Kariera
Po raz pierwszy na arenie międzynarodowej pojawiła się 16 grudnia 2002 roku w Klínovcu, gdzie w zawodach juniorskich zwyciężyła w slalomie równoległym. W 2006 roku wystąpiła na mistrzostwach świata juniorów w Vivaldi Park, zdobywając brązowe medale w snowcrossie i gigancie równoległym. Zdobyła też złoty medal w slalomie równoległym podczas mistrzostw świata juniorów w Bad Gastein w 2007 roku.
W zawodach Pucharu Świata zadebiutowała 18 października 2003 roku w Sölden, zajmując 44. miejsce w gigancie równoległym. Na podium zawodów tego cyklu po raz pierwszy stanęła 19 marca 2006 roku w Furano, zajmując drugie miejsce w tej samej konkurencji. W zawodach tych rozdzieliła Danielę Meuli ze Szwajcarii i Michelle Gorgone z USA. Najlepsze wyniki w Pucharze Świata osiągnęła w sezonie 2013/2014, kiedy to była trzecia w klasyfikacji generalnej PAR, a w klasyfikacji PGS zajęła czwartą pozycję. Trzecie miejsce w klasyfikacji PAR zajęła także w sezonie 2011/2012. Ponadto w sezonie 2017/2018 była trzecia w klasyfikacji PGS.
Największy sukces osiągnęła w 2014 roku, kiedy podczas igrzysk olimpijskich w Soczi zdobyła złoty medal w slalomie równoległym. Był to debiut tej konkurencji w programie olimpijskim, tym samym Dujmovits została pierwsza w historii mistrzynią olimpijską w slalomie równoległym. Wyprzedziła tam dwie Niemki: Anke Karstens i Amelie Kober. Na rozgrywanych rok wcześniej mistrzostwach świata w Stoneham zdobyła srebrny medal w gigancie równoległym, przegrywając tylko z Niemką Isabellą Laböck. Ponadto na mistrzostwach świata w Kreischbergu w 2015 roku wywalczyła srebrny medal w slalomie równoległym. W marcu 2021 roku zdobyła brązowy medal w gigancie równoległym podczas mistrzostw świata w Rogli.

## Osiągnięcia

### Igrzyska olimpijskie
| Miejsce | Dzień     | Rok  | Miejscowość | Konkurencja       | Zwyciężczyni    |
| ------- | --------- | ---- | ----------- | ----------------- | --------------- |
| 29.     | 19 lutego | 2014 | Soczi       | Gigant Równoległy | Patrizia Kummer |
| 1.      | 22 lutego | 2014 | Soczi       | Slalom Równoległy | -               |
| 12.     | 24 lutego | 2018 | Pjongczang  | Gigant Równoległy | Ester Ledecká   |

### Mistrzostwa świata
| Miejsce | Dzień       | Rok  | Miejscowość   | Konkurencja       | Zwyciężczyni              |
| ------- | ----------- | ---- | ------------- | ----------------- | ------------------------- |
| 10.     | 19 stycznia | 2011 | La Molina     | Gigant równoległy | Alona Zawarzina           |
| 10.     | 21 stycznia | 2011 | La Molina     | Slalom równoległy | Hilde-Katrine Engeli      |
| 2.      | 25 stycznia | 2013 | Stoneham      | Gigant równoległy | Isabella Laböck           |
| 10.     | 27 stycznia | 2013 | Stoneham      | Slalom równoległy | Jekatierina Tudiegieszewa |
| 2.      | 22 stycznia | 2015 | Kreischberg   | Slalom równoległy | Ester Ledecká             |
| 13.     | 23 stycznia | 2015 | Kreischberg   | Gigant równoległy | Claudia Riegler           |
| 5.      | 15 marca    | 2017 | Sierra Nevada | Slalom równoległy | Daniela Ulbing            |
| 6.      | 16 marca    | 2017 | Sierra Nevada | Gigant równoległy | Ester Ledecká             |
| 3.      | 1 marca     | 2021 | Rogla         | Gigant równoległy | Selina Jörg               |
| 7.      | 2 marca     | 2021 | Rogla         | Slalom równoległy | Sofija Nadyrszina         |

### Puchar Świata

#### Miejsca w klasyfikacji generalnej PAR
- sezon 2003/2004: 75.
- sezon 2004/2005: 48
- sezon 2005/2006: 22.
- sezon 2006/2007: 20.
- sezon 2007/2008: 7.
- sezon 2008/2009: 18.
- sezon 2009/2010: 15.
- sezon 2010/2011: 6.
- sezon 2011/2012: 3.
- sezon 2012/2013: 10.
- sezon 2013/2014: 3.
- sezon 2014/2015: 5.
- sezon 2015/2016: 7.
- sezon 2016/2017: 6.
- sezon 2017/2018: 4.

#### Zwycięstwa w zawodach
1. Nendaz – 16 grudnia 2007 (slalom równoległy)
2. Telluride – 15 grudnia 2011 (gigant równoległy)
3. Asahikawa – 28 lutego 2015 (gigant równoległy)
4. Bansko – 28 stycznia 2018 (gigant równoległy)

#### Pozostałe miejsca na podium w zawodach
1. Furano – 19 marca 2006 (gigant równoległy) - 2. miejsce
2. Gujō – 24 lutego 2008 (gigant równoległy) - 2. miejsce
3. Moskwa – 6 marca 2010 (slalom równoległy) - 3. miejsce
4. Valmalenco – 19 marca 2011 (gigant równoległy) - 3. miejsce
5. Arosa – 27 marca 2011 (gigant równoległy) - 3. miejsce
6. Stoneham – 22 lutego 2012 (gigant równoległy) - 2. miejsce
7. Moskwa – 3 marca 2012 (slalom równoległy)  - 2. miejsce
8. Valmalenco – 17 marca 2012 (gigant równoległy) - 3. miejsce
9. Badgastein – 12 stycznia 2013 (slalom równoległy) - 2. miejsce
10. Bad Gastein – 12 stycznia 2014 (slalom równoległy)  - 2. miejsce
11. Rogla – 18 stycznia 2014 (gigant równoległy) - 3. miejsce
12. Sudelfeld – 1 lutego 2014 (gigant równoległy) - 3. miejsce
13. Bad Gastein – 8 stycznia 2016 (slalom równoległy) - 2. miejsce
14. Bansko – 3 lutego 2017 (gigant równoległy) - 2. miejsce
15. Lackenhof – 5 stycznia 2018 (gigant równoległy) - 2. miejsce
16. Rogla – 20 stycznia 2018 (gigant równoległy) - 3. miejsce

- W sumie (4 zwycięstwa, 9 drugich i 7 trzecich miejsc).